# İbrahim Fırtına
Halil İbrahim Fırtına (* 1941 in Ordu, Provinz Ordu) ist ein ehemaliger türkischer General der Luftstreitkräfte (Hava Kuvvetleri), der zuletzt zwischen 2003 und 2005 Kommandeur der Luftstreitkräfte war.

## Leben

### Aufstieg zum General und Kommandeur der Luftstreitkräfte
Fırtına begann nach dem Schulbesuch eine Offiziersausbildung an der Luftwaffenschule (Hava Harp Okulu), die er 1962 abschloss. Nach Abschluss der Pilotenschule (Uçuş Okulu) 1964 fand er Verwendung in verschiedenen Einheiten der Luftstreitkräfte und absolvierte von 1970 bis 1972 die Luftwaffenakademie (Hava Harp Akademisi). Danach war er Pilot sowie später Ausbildungsoffizier der zur 9. Luftwaffenbasis in Balıkesir gehörenden 192. Staffel und daraufhin Dozent an der Luftwaffenakademie. Nach weiteren Verwendungen als stellvertretender Kommandeur der zur 8. Luftwaffenbasis in Diyarbakır gehörenden 184. Staffel war er Luftwaffenattaché an der Botschaft in der Bundesrepublik Deutschland in Bonn. Nach seiner Rückkehr war er als Referent für Personalentwicklungskurse in der Personalausbildungsabteilung im Hauptquartier der Luftwaffe tätig sowie anschließend Leiter der Operationsabteilung im Hauptquartier der 4. Luftwaffenbasis auf dem Militärflugplatz Akıncı.
1989 wurde Fırtına zum Brigadegeneral (Tuğgeneral) befördert und übernahm zunächst den Posten als Kommandeur der 4. Luftwaffenbasis (4. Ana Jet Üs Komutanlığı) sowie im Anschluss 1991 als Verteidigungsattaché an der Botschaft in den USA. Nach seiner Beförderung zum Generalmajor (Tümgeneral) 1993 wurde er Leiter der Logistikabteilung im Hauptquartier der Luftstreitkräfte und daraufhin 1995 stellvertretender Kommandeur des für die Westtürkei zuständigen 1. Taktischen Luftwaffenkommandos (1. Taktik Hava Kuvveti Komutan) in Eskişehir.
Fırtına wurde 1997 zum Generalleutnant (Korgeneral) befördert und war anfangs stellvertretender Kommandant der Militärakademien sowie Kommandant der Luftwaffenakademie und danach 1999 in Personalunion Kommandeur des 1. Taktischen Luftwaffenkommandos sowie Kommandeur des 6. Kombinierten Luftoperationszentrum CAOC (6. Combined Air Operations Centre) der NATO in Eskişehir.
Mit Wirkung zum 30. August 2001 wurde Fırtına zum General (Orgeneral) befördert und übernahm von General Nahit Şenoğul den Posten als Kommandant der Militärakademien (TSK Harp Akademileri Komutanı), ehe er am 30. August 2003 Nachfolger von General Cumhur Asparuk als Kommandeur der Luftstreitkräfte (Hava Kuvvetleri Komutanlığı) wurde. Diesen Posten bekleidete er zwei Jahre lang bis zu seinem Eintritt in den Ruhestand am 25. August 2005, woraufhin General Faruk Cömert sein Nachfolger wurde. Dieser hatte ihn bereits am 21. August 2003 als Kommandant der Militärakademien abgelöst. 

### Beschuldigter in den Ergenekon- und Balyoz-Prozessen
Fırtına war Beschuldigter im Zuge der sogenannten Ergenekon- und Balyoz-Ermittlungen. In einem Artikel  der Tageszeitung Taraf am 20. Januar 2010 von Mehmet Baransu, Yıldıray Oğur und Yasemin Çongar wurde behauptet, die Gruppe hätte das Ziel, die vom 18. November 2002 bis 14. März 2003 amtierende 58. Regierung der Republik Türkei zu stürzen. Der Plan soll im Stab der 1. Armee ausgearbeitet worden sein. Daraufhin wurden Dutzende Generäle und Offiziere festgenommen. Am 21. September 2012 verkündete die Zehnte Große Kammer für schwere Straftaten in Istanbul ihr Urteil in der 108. Sitzung des als Balyoz (Vorschlaghammer) bekannten Verfahrens. Von den 365 Angeklagten, 250 von ihnen in U-Haft, wurden 81 nach Artikel 147 des alten türkischen Strafgesetzes (TSG) mit der Nummer 765 wegen des Versuches, die Regierung der türkischen Republik mit Gewalt von der Ausübung ihres Amtes abzuhalten, zu erschwerter lebenslanger Haft verurteilt. Die Strafen gegen die Hauptangeklagten Çetin Doğan, Özden Örnek und İbrahim Fırtına wurden nach Artikel 61/1 des alten TSG auf 20 Jahre Haft reduziert.
Am 19. Juni 2014 befand das Verfassungsgericht der Republik Türkei, dass die Rechte der Beschuldigten in diesen Verfahren verletzt worden seien, und ordnete die sofortige Freilassung der Angeklagten an. Am 31. März 2015 wurden alle 236 Beschuldigten freigesprochen. Zuvor verwendete Beweise wurden für gefälscht befunden. Am 21. April 2016 hob der Oberste Gerichtshof den ganzen Ergenekon-Prozess und die 275 Verurteilungen auf, mit der Begründung, dass die Existenz der angeblichen Ergenekon-Verschwörung, die den damaligen Ministerpräsidenten Recep Tayyip Erdoğan habe stürzen wollen, während der Verhandlung nicht nachgewiesen und dass das Recht der Verteidigung nicht eingehalten wurde.
Fırtına ist mit Melahat Fırtına verheiratet und Vater zweier Kinder. Er spricht neben Türkisch auch Englisch. Für seine Verdienste wurde er mit der Medaille der Türkischen Streitkräfte für herausragende Verdienste (Türk Silahlı Kuvvetleri Üstün Hizmet Madalyası) und der Ehrenmedaille der Türkischen Streitkräfte (Türk Silahlı Kuvvetleri Şeref Madalyası) geehrt. Darüber hinaus wurde ihm die Verdienstmedaille des Verdienstordens der Bundesrepublik Deutschland, die Tong II-Medaille des Ordens für Nationale Sicherheit der Republik Korea, der Verdienstorden der Italienischen Republik sowie der Orden Nishan-e-Imtiaz von Pakistan verliehen.